# 今宿村 (埼玉県)
今宿村（いまじゅくむら）は、埼玉県比企郡に存在した村。
村名は鎌倉街道の宿場が置かれたことに由来する。入間郡苦林村（現・毛呂山町苦林）を古宿と言ったのに対して今宿と言われたという。

## 地理
- 現在の鳩山町の南部に位置し、南の境を越辺川、中央部を鳩川が流れる。現在の埼玉県道171号玉川坂戸線、埼玉県道343号岩殿岩井線が交差する所。
- 現在の鳩山町今宿、小用、大豆戸（まめど）、赤沼、石坂、及び鳩山ニュータウンの鳩ヶ丘、楓ヶ丘、松ヶ丘がほぼ旧村域にあたる。

## 歴史
- 1889年（明治22年）4月1日 - 町村制施行により、今宿村、大豆戸村、赤沼村、石坂村、小用村（入間郡）の5か村が合併し、比企郡今宿村が成立。
- 1955年（昭和30年）4月15日 - 亀井村と合併し、鳩山村が成立。5大字は鳩山村の大字に継承。